# 中壢區

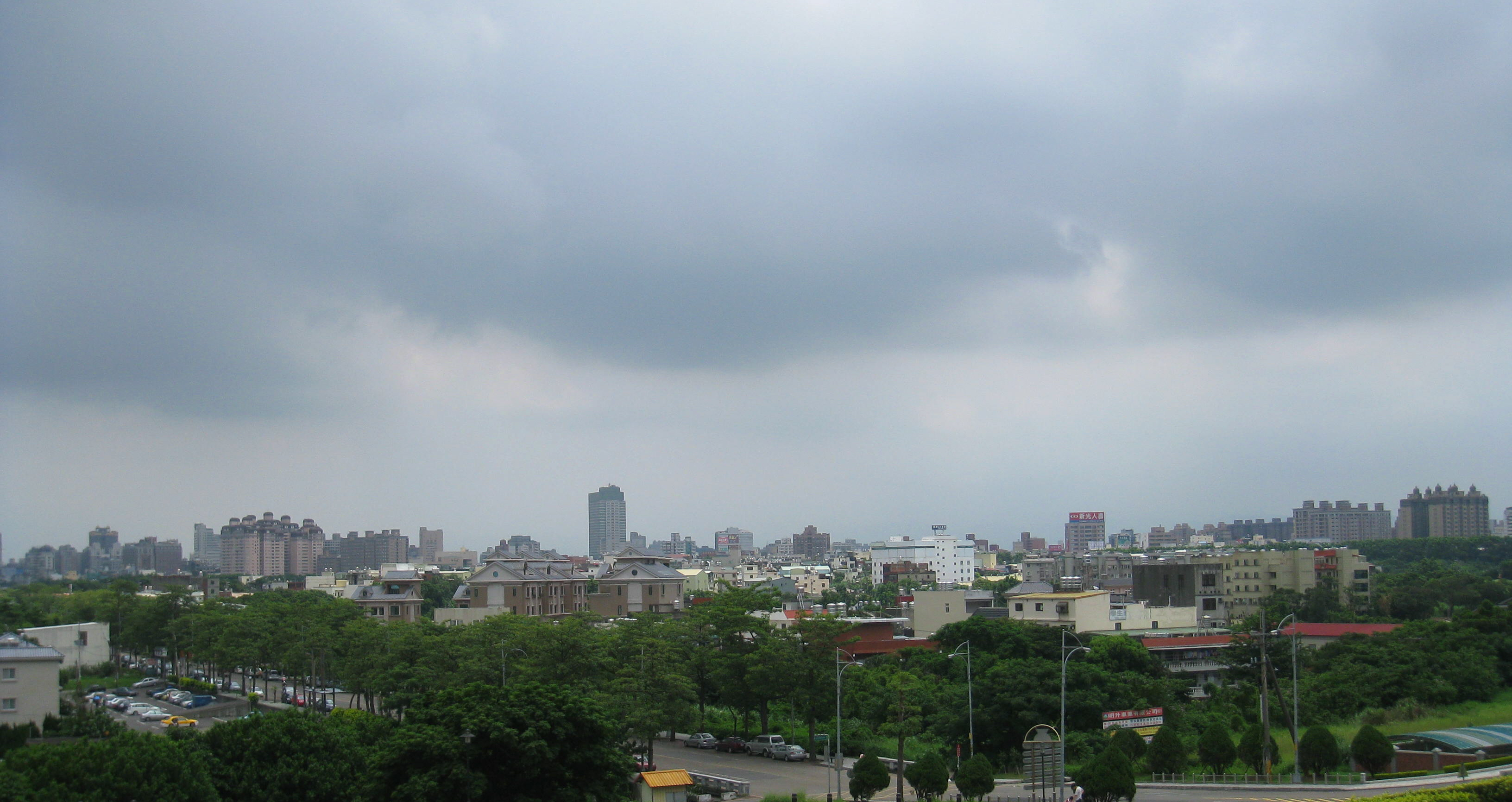
中壢市區（由中央大學遠眺）

中壢區，舊稱「澗仔壢」，位於臺灣桃園市北部，為桃園中壢都會區的核心之一。其境內可分為中壢、內壢、龍岡、大崙等4個次分區，轄區面積約為76.52平方公里，人口約有44萬人，是桃園市人口第二大區，也是臺灣人口排行第三多的鄉鎮市區，族群結構上為客家人、閩南人及外省人混居，並以客家人為多數（約佔五成）。
全境位居桃園市平地中央，是市內交通線輻輳中心，在鐵公路與公車客運方面皆為發達。1960年代以後隨著工業區的設立，廠商不斷增建，使其成為工業重鎮及全市重要的就業區域，且因人口快速增加，促使各類新式大型賣場的設立，且有數個特色市集及商圈的分布。特產方面，有牛肉麵、花生酥糖及農業用具鐮刀等，合稱「中壢三寶」。

## 歷史
中壢區舊稱「澗仔壢」，係由於早期漢人墾拓當地時，其位於中壢台地上由新街溪與老街溪縱貫形成的兩大澗谷；另有一說則是當地早期為凱達格蘭族「澗仔力社」的所在地，清代大量粵籍漢人入墾後將「澗仔力」改為「澗仔壢」。其後由於當地地處竹塹以及淡水之間，為商賈往來兩地時所必經的中途要站，遂取「竹塹、淡水『中』間的『壢』地」之義而改名為「中壢」。
中壢於康熙二十三年（1684年）劃屬諸羅縣。雍正元年（1723年）改隸新成立的淡水廳，然當時因北部蠻煙未開，廳治初設於彰化縣。光緒元年（1875年）設立台北府，改隸新成立的淡水縣。十一年（1885年）設立福建臺灣省。
日治時期，1895年臺北府改為臺北縣，中壢隸屬臺北縣，一部份屬桃澗堡，一部份則屬新竹支廳竹北二堡。1897年，改隸屬於臺北縣中壢辦務署。1898年，屬臺北縣桃仔園辦務署中壢支廳。1901年，改隸於桃仔園廳中壢支廳。1905年桃仔園廳改名桃園廳。1920年，行政區域改為州廳、郡市、街庄，中壢庄屬新竹州中壢郡。中壢轄後寮、石頭、中壢埔頂、內壢、水尾、興南、青埔、三座屋、芝芭里、洽溪子、大崙、過嶺等12個大字。1931年，中壢庄升格為「中壢街」。
二戰後，1946年，中壢街改制為「中壢鎮」，隸屬新竹縣中壢區，下轄27里。1950年，調整行政區域，中壢鎮改隸桃園縣。後因當地處於交通要衝，工商業發展迅速。1966年，中壢鎮人口突破10萬人，遂於翌年（1967年）7月1日改制為「中壢市」，為當時桃園縣第一個獲准升格為縣轄市的鎮。2014年12月25日，配合桃園縣升格為直轄市，中壢市改名為「中壢區」。二戰後以來中壢區境內歷經數次里數變更，至2022年3月1日起，中壢區行政區劃調整為88里。

### 沿革

#### 清朝時期（1683年－1895年）
- 1711年：漳州人呂夏珍開發青埔。
- 1765年：漳州人郭傳樽組墾團開墾中壢一帶。
- 1803年：楊梅壢把總及汛兵遷至中壢。
- 1826年：彭阿輝等人於中壢老街建土壁，防盜匪械鬥。
- 1828年：謝國賢等人建立中壢新街。
- 1832年：新街建土墻。
- 1875年：新街建聖蹟亭。
- 1893年：臺北經中壢至新竹鐵路完工。
- 1894年：中壢火車站設立於舊街市郊。

#### 日治時期（1895年－1945年）

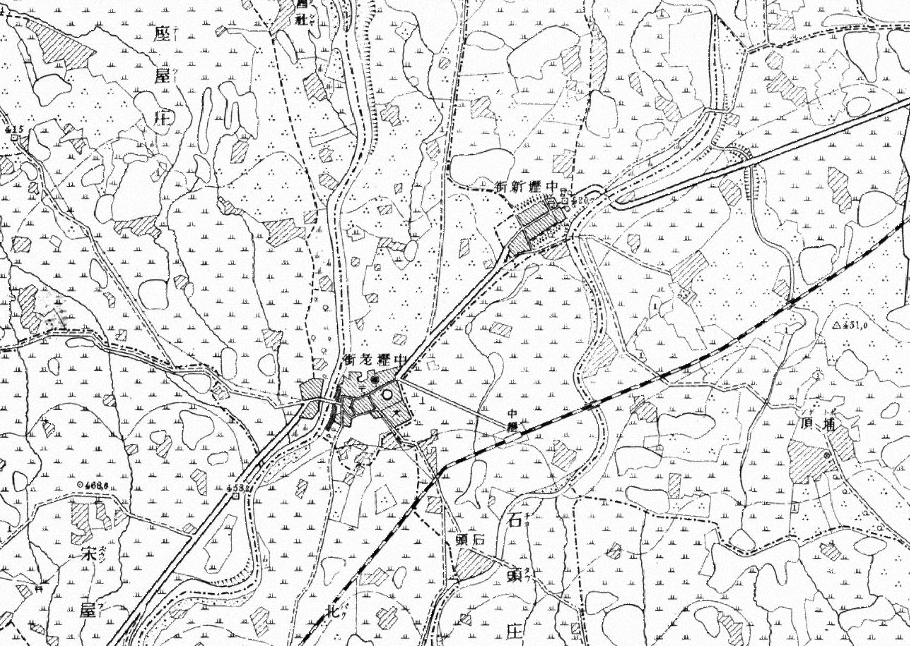
1904年中壢車站周圍街道圖

- 1895年：日本取得臺灣主權，中壢屬臺北縣新竹支廳桃澗堡；憲兵首部於中壢老街成立。
- 1897年：臺北縣中壢辦務署成立。
- 1898年：臺北縣中壢辦務署裁撤。
- 1899年：中壢公學校設立。
- 1901年：中壢郵便局設立；同年桃園廳成立，並設置中壢支廳，下設中壢區；同年中壢火車站移至現址石頭里。
- 1902年：崁仔腳火車站設立。
- 1903年：中壢進行街道、排水渠道工程。
- 1904年：中壢支廳舍完工；同年中壢公學校新建校舍完成。
- 1905年：開闢中壢至石觀音道路。
- 1918年：中壢至觀音下大堀、龍潭、平鎮東勢、新屋等地輕便鐵道完工。
- 1919年：大崙公學校設立。
- 1920年：臺灣實施州廳制，併中壢區全部、大崙區之大崙庄、過嶺庄、芝芭里庄、洽溪仔庄、宋屋區三座屋庄成立中壢庄，屬新竹州中壢郡。
- 1921年：吳鴻森設立中壢醫院。
- 1927年：發生中壢農民事件。
- 1929年：中壢庄改中壢街。
- 1932年：中壢至觀音道路竣工；同年中壢公會堂完工。
- 1935年：新街公學校設立，中壢至龍潭、平鎮東勢、新屋等地輕便鐵道拆除。
- 1936年：中壢站前廣場開始進行拓寬工程。
- 1938年：中壢都市計畫實施。
- 1940年：中壢家政女學校成立。

#### 民國34年－民國49年（1945年－1960年）
- 1945年：第二次世界大战結束，日本戰敗，中華民國政府接收臺灣後，中壢街改為中壢鎮，設27里，屬新竹縣。
- 1950年：臺灣省行政區重劃，中壢鎮劃屬桃園縣。
- 1951年：發生客家中壢事件；同年李彌將軍部隊進駐龍岡，蕃薯市場於民生路形成[18]。
- 1953年：中壢至觀音下大堀輕便鐵道拆除。
- 1954年：石門水庫設計委員會於中壢成立；同年中壢火車站增設天橋。桃園縣立中壢商業職業學校設立。
- 1955年：桃園縣立初級家事職業學校設立、中原理工學院（中原大學前身）設立。
- 1958年：崁子腳火車站更名為內壢車站。

#### 民國50年－民國69年（1961年－1980年）
- 1963年：龍星炮竹廠爆炸，41人喪生。同年，中壢中山堂發生踩踏事故，造成14死21傷。
- 1966年：人口突破10萬人。
- 1967年：改制縣轄市。
- 1968年：國立中央大學理學院成立；私立啟英高級工商職業學校及龍岡國民中學成立；同年新國民綜合醫院成立[19]。
- 1969年：內壢工業區成立；同年私立南亞工業技藝專科學校成立，自動電話啟用，電話號碼統一為4碼，桃園客運中壢總站改建，中壢至三重高速公路路線確定。
- 1971年：”興南國民中學成立。
- 1972年：中壢平鎮擴大都市計劃實施，內壢工業區由41公頃擴大為421公頃。
- 1973年：中壢電話納入長途直接撥號系統，區域號碼0342；同年第一公有市場於11月開業[20]。
- 1974年：南北高速公路三重至中壢段7月29日通車；同年桃園客運開始行駛中壢市區公車，林煥夫市長因第一市場改建弊案經桃園地方法院以貪污罪判處6年有期徒刑，電話改為6碼，區域號碼變更為03。
- 1975年：高速公路中壢至楊梅段12月10日通車。
- 1976年：內壢工業區擴大開發完成，並更名為中壢工業區；同年電話區域號碼變更為034。
- 1977年：發生中壢事件。
- 1979年：國立中央大學理學院改名國立中央大學。
- 1980年：人口突破20萬人；同年中原理工學院改名中原大學，中壢過嶺等地區都市計畫實施；自強國民中學成立。

#### 民國70年－民國89年（1981年－2000年）
- 1982年：臺北至中壢間縱貫公路拓寬為4線道；同年位中美路的中壢市立圖書館大樓啟用[21]。
- 1983年：中壢市農會於大崙設立大型糧倉。
- 1985年：大學聯考增設中壢考區；同年中壢藝術館啟用[22]；東興國民中學成立。
- 1988年：中壢市第1家證券商高橋證券公司成立。
- 1989年：21世紀MTV大火奪18人命。
- 1990年：中壢觀光夜市（新明夜市）成立。
- 1991年：高速鐵路決定在中壢青埔設站；同年老溪街百貨商店街動工興建。
- 1994年：因地主反對，興南地區區段徵收停止辦理；中信大飯店開幕，發現第1棟遭輻射污染建築物。
- 1995年：人口突破30萬人；同年中壢火車站增設後車站，中壢市農會爆發超貸事件，市民代表會通過罷免主席林永貴及副主席鄭文秀。
- 1996年：中壢市立圖書館內壢分館於8月啟用[21]。開始籌辦省立中壢二中（後定名內壢高中）。
- 1997年：元智工學院改名為元智大學。
- 1998年：SOGO中壢元化館開幕。
- 1999年：省立內壢高級中學及龍興國民中學成立；中壢市立圖書館遷至市公所一樓[21]；同年高速鐵路桃園車站特定區都市計畫實施。
- 2000年：省立高中、高職改隸教育部，省立中壢高級中學更名為國立中壢高級中學；省立內壢高級中學更名為國立內壢高級中學；省立中壢高級商業職業學校更名為國立中壢高級商業職業學校；省立中壢家事商業職業學校更名為國立中壢高級家事商業職業學校。

#### 民國90年迄今（2001年迄今）
- 2001年：大江國際購物中心於3月開幕[23]；同年桃園縣南區垃圾焚化廠於10月9日完工運轉[24]。
- 2002年：桃園地方法院中壢院區啟用；中壢福容大飯店開幕。
- 2003年：自立新村於1月改建完成[25]。
- 2004年：新街溪整治暨河濱步道完工；SOGO百貨中央新館開幕（已閉幕）。
- 2005年：南園二路至新生路路段、松江北路至中園路便道通車；行政院內政部與清雲科技大學合作設立之國家級內政部北區e-GPS研究中心成立；「桃園縣公車動態資訊系統」由清雲科技大學運籌管理研究中心建置完成；中壢市立大崙游泳池於11月20日重新啟用[26]。
- 2006年：設立於青埔的高鐵桃園站完工啟用；中壢市社福館於1月14日啟用[27]；興國公有市場於3月17日開業，由原蕃薯市場攤商遷入[28]；中壢戰備跑道於3月底解除管制[29]；中平路行人徒步區一期（和平路—延平路）於4月10日完工，二期（延平路—大同路）於11月22日完工[30]。
- 2007年：經桃園國際機場至中壢市環北路的捷運動工；高速鐵路通車。
- 2008年：新明市場更新計畫案於4月11日公告實施[31]；位溪州街的衛生、環保、戶政、稅務聯合辦公大樓於4月30日落成啟用，中壢市衛生所、戶政事務所、桃園縣政府地方稅務局中壢分局遷入[32]；24層樓太子天廈新建完工；桃園縣政府計劃調整高鐵青埔特定區中壢市與大園鄉部分行政區域；南方莊園飯店9月開幕試賣；行政院宣佈國際機場捷運2017年延伸至中壢火車站。
- 2009年：延平路立體停車場啟用；12月13日 桃園國際棒球場開幕落成啟用；過嶺國民中學成立；普忠路闢建完工。
- 2010年：中壢市立圖書館總館改建完成啟用；行政院經建會3月15日通過機場聯外捷運系統延伸至中壢火車站，預定2018年完工通車；桃園國際棒球場自3月21日起列入中華職棒比賽場地；中央核定光明公園內設立國民運動中心；「中壢老街溪整治計畫」獲內政部「臺灣城鄉風貌整體示範計畫」評比全國第1名。
- 2011年：桃園縣政府3月16日起拆除老街溪加蓋；9月15日免費市民公車通車；榮民南路拓寬完成。
- 2012年：龍岡萬坪公園及龍岡森林公園落成啟用；龍昌路貫通工程完工；中山高速公路五股楊梅高架道路中壢轉接道於12月16日起通車。
- 2013年：新街溪水岸光廊啟用；銀河廣場暨地下停車場正式啟用；中壢藝術館改建完成；國立中壢高級中學改隸國立中央大學，改名國立中央大學附屬中壢高級中學。
- 2014年：桃園國際機場捷運環北站至中壢火車站段動工興建；士校大池景觀改善工程完工；中壢市立圖書館內壢分館增建工程完工；青埔國民中學成立；12月25日，隨桃園縣升格為桃園市，原桃園縣中壢市改制為桃園市中壢區。
- 2015年：中信飯店結束營業換米堤大飯店開幕；中壢親子館啟用；青塘園景觀斜張橋落成。中平路故事館開館。好市多中壢店開幕；桃園市立圖書館龍岡分館啟用；全國首座露天式OUTLET華泰名品城開幕。
- 2016年：桃園市公共自行車租賃系統在2月4日在中壢率先啟用，初期10站租賃站；2016年臺灣燈會在青埔高鐵桃園站附近舉行；桃園市政府整併全市33處都市計畫區，中壢及平鎮及楊梅共7個都市計畫將整併成中壢都會區都市計畫；新明國小地下停車場啟用；龍岡路第一期（龍岡圓環至龍慈路）拓寬工程完工；華泰名品城第2期開始營運。
- 2017年：”泰豐輪胎公司中壢廠於1月17日發生大火；桃園國際機場捷運於3月2日起從台北車站通車至環北站；6月6日，人口突破40萬人，依據桃園市各區公所組織規程第四條規定，將新增公園路燈管理課[33]；桃園市中壢地區汙水下水道系統BOT計畫動工。
- 2018年：桃園市內之國立高中、高職改隸桃園市，國立內壢高級中學更名為桃園市立內壢高級中等學校；國立中壢高級商業職業學校更名為桃園市立中壢商業高級中等學校；國立中壢高級家事商業職業學校更名為桃園市立中壢家事商業高級中等學校。
- 2020年：10月14日，配合臺鐵桃園段地下化與機場捷運延伸線A23站施工，臺鐵中壢臨時後站及跨站天橋正式啟用。
- 2021年：1月16日，2021年桃園市第七選舉區市議員王浩宇罷免案投開票，以8萬4582票罷免桃園市議員王浩宇，成為中華民國政治史上第一位被罷免的六都直轄市議員。
- 2022年：華泰名品城全年業績達102億元，成為中壢第1家超過100億元的百貨業者。
- 2023年 ：7月31日機捷A22老街溪站通車
- 2024年 ：11月底舊中壢火車站拆除

## 地理環境
中壢區位於臺灣西北部的桃園臺地上，面積約76.5平方公里，東西寬約10.6公里，南北長約7.4公里，四極分別為：
- 極東：東經121度15分06秒，中山東路4段之仁美新村。
- 極西：東經121度08分37秒，民族路6段與中觀路路口。
- 極南：北緯24度55分36秒，龍岡路3段圓環西南方100公尺處。
- 極北：北緯25度01分48秒，月眉路3段雙叉港。

本區位在桃園市平地行政區的中央，一區而與同級八個行政區相鄰，在全市為陸鄰最多，自然形成市內交通線輻輳中心。

中壢劃分85里，以中山高速公路為界，以工商、住宅區為主的東側各里，面積遠較以農業區為主的西側各里小，如最大的山東里有6.32平方公里，第2大芝芭里有5.44平方公里，第3大月眉里有5.26平方公里，第4大內定里有5.13平方公里，第5大過嶺里有4.22平方公里，第6大內厝里有4.2平方公里，第7大三民里有3.12平方公里，第8大洽溪里亦約2.8平方公里，第9大水尾里2.42平方公里，第10大五權里2.29平方公里，第11大青埔里2.2平方公里，第12大興和里2.1平方公里，此12里幾乎全位於西側，面積約45.5平方公里，占全中壢59.46%，但總人口至2019年6月底僅約6.8萬人，僅占全中壢16％左右，平均每平方公里人口數不過1,494人，東側每平方公里則超過1萬1,000人以上，反映了中壢東、西發展不平衡的情形。
於一月、二月、三月時，由於強烈大陸冷氣團的來襲所形成的數波寒流影響，因而潛在著寒害的風險，常有數天的低溫比全臺平地的月均溫最低的新北市淡水區還要低1至3度不等。

## 人口
根據桃園市中壢區戶政事務所統計，2024年底中壢區戶數約17.9萬戶，人口約43.5萬人，區內人口最多與最少的里分別是青埔里與中壢里，2024年底兩里人口分別為14,777人與877人，其中青埔里也是桃園市人口第三大里，其他區內人口較多的里包括過嶺里及文化里；人口密度最高與最低的里分別是普義里與山東里，2024年底兩里人口密度分別為每平方公里55,143人與745人。
中壢區在開發初期，多為閩南籍的移民，之後客家籍的移民陸續遷入，至1945年二戰結束為止，中壢地區的居民客家人佔了一半的人口，分佈在街區、大崙、過嶺、後寮等地，閩南人則分佈在內壢、青埔一帶地區。戰後1949年起，中華民國政府將原籍雲南省、浙江省大陳島、福建省金門縣及馬祖地區等地的部分居民遷移到龍岡、內壢等地居住，並建立了數十個眷村。1970年代後，由於中壢工業區的完成，吸引了中南部的移民及臺灣各地的原住民移入，再加上之後逐年增加且主要來自東南亞各國的外籍移民，促使中壢區的族群色彩更加多元。2024年底時，中壢區有接近1.1萬的原住民人口，是臺灣原住民人口最多的市轄區，也是臺灣原住民人口第六多的鄉鎮市區，原住民各族群中最多者是阿美族（47.19%），其次則有泰雅族（20.56%）、排灣族（11.40%）、布農族（7.57%）等。
根據丘昌泰等（2006年）的調查，如以自我認定的方式來判斷族群身份，則中壢的客家人約有50.0%的比例、閩南人36.5%、外省人約11.4%、原住民約1.4%、新移民（指外籍配偶）約0.8%。根據客家委員會於西元2010年4月的調查，客家人在單一自我認定臺灣四大族群人口比例為：客家人43.4%、閩南人38.3%；多重自我認定時客家人57.6%、閩南人50.8%。2008年研究顯示中壢部分客家家庭的福佬化現象已發生，且處於結構同化與婚姻同化之間。
2021年8月，中壢區人口超越新北市新莊區，成為臺灣人口第三多的鄉鎮市區。

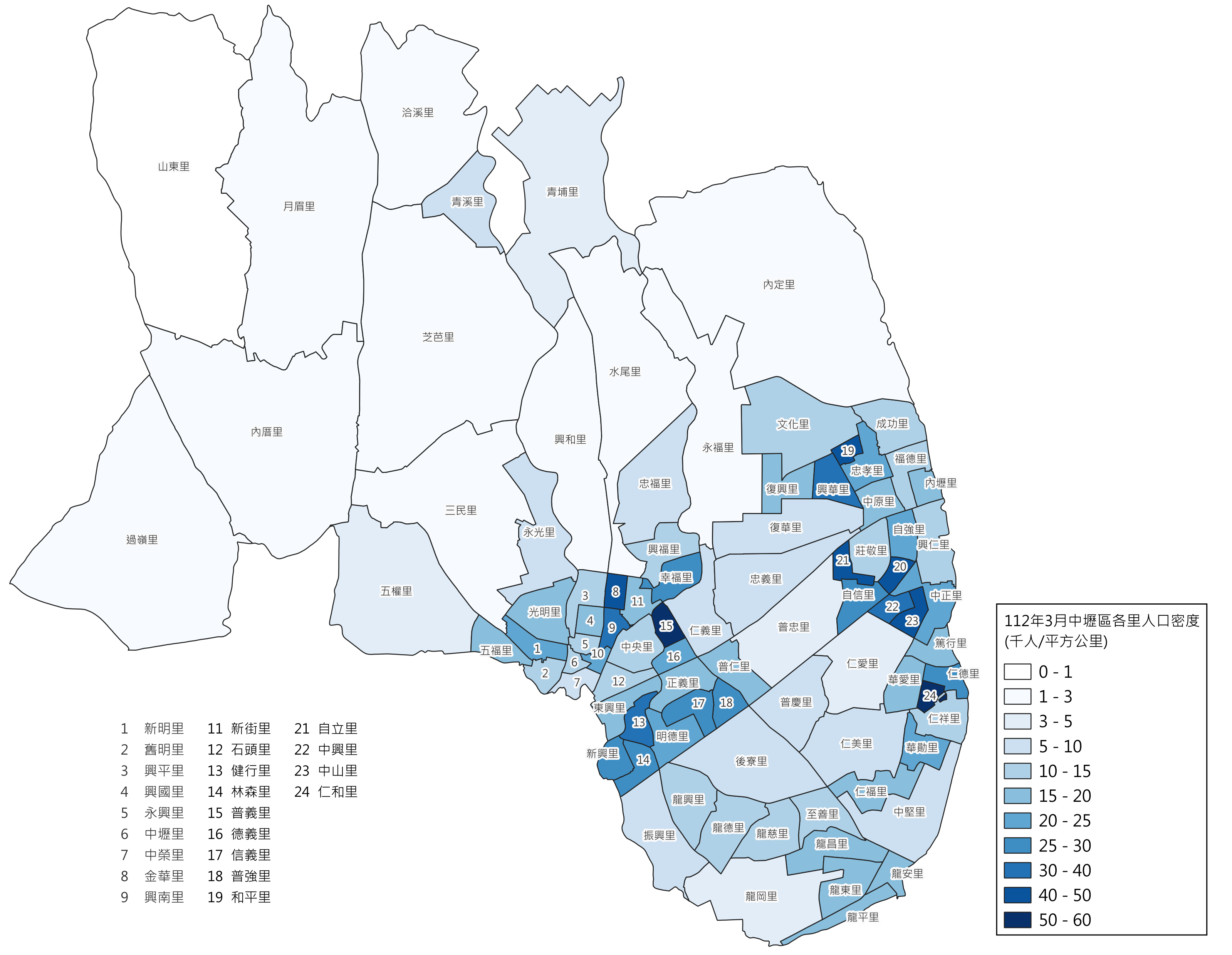
中壢區各里人口密度圖

## 政治

### 歷任首長
| 任別 | 姓名   | 就任日期       | 卸任日期       | 備註                                 |
| 1    | 林香美 | 2014年12月25日 | 2018年1月31日  | 首任市長指派，陞任民政局副局長       |
| 2    | 吳宏國 | 2018年1月31日  | 2020年5月26日  | 原市府水務局簡任技正，陞任勞動局局長 |
| 3    | 鄭詩鈿 | 2020年5月27日  | 2022年12月25日 | 原平鎮區長，調任新屋區長             |
| 3    | 李日強 | 2022年12月25日 |                | 現任，原捷工局副總工程司             |

### 區政組織

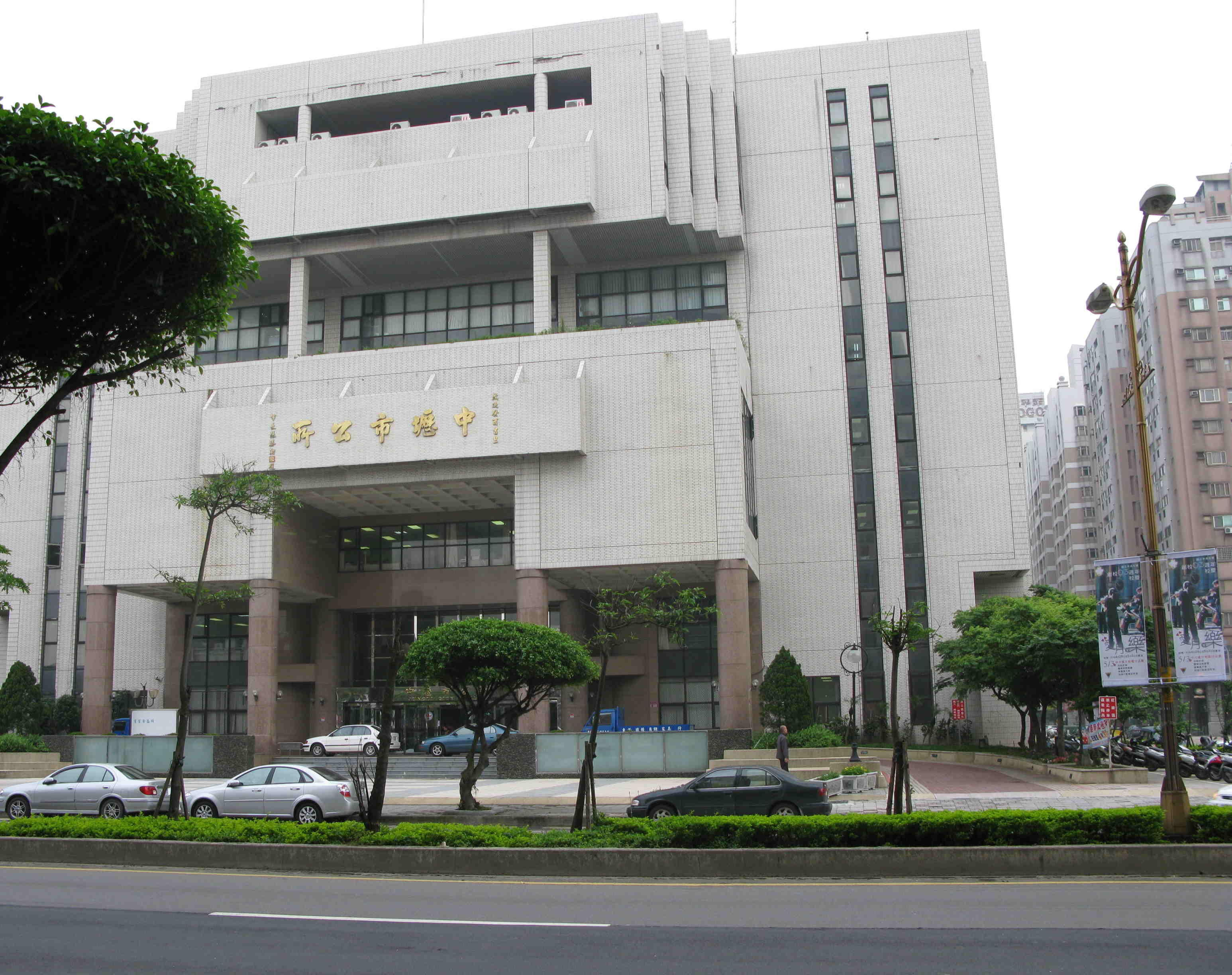
改制前的中壢市公所（現為中壢區公所）

中壢區公所是桃園市政府在中壢區的派出機關，在中華民國政府架構中為市政府綜理區政的執行機關，上級業務監督機關為桃園市政府。区长由市長任命，其任期為無任期保障。在區長、副區長及主任秘書之下，設有6課4室等10個內部單位。中壢區為桃園市議會第七選區，在市議會的63席市議員中，中壢區共選出11席區域市議員（不含平地原住民與山地原住民議員）。

### 行政區
現今中壢區行政範圍的確立，來自於1920年，日本將臺灣十二廳改為五州二廳，設中壢庄屬新竹州中壢郡。中壢轄後寮、石頭、中壢埔頂、內壢、水尾、興南、青埔、三座屋、芝芭里、洽溪子、大崙、過嶺等12個大字。1931年，中壢庄改制為「中壢街」。1946年，改為「中壢鎮」，屬新竹縣中壢區。1950年，調整行政區域並裁撤區署，中壢鎮改隸新成立的桃園縣。1967年7月1日，中壢鎮改名「中壢市」。2014年12月25日，桃園縣改制為直轄市，中壢市改制為市轄區「中壢區」，隸屬桃園市。
中壢區共轄88里，其行政區域分布情形為：
| 次分區 | 里名   | 里名   | 里名   | 里名   | 里名   | 里名   | 里名   | 里名   | 里名   | 里名   | 里名   | 里名   |
| ------ | ------ | ------ | ------ | ------ | ------ | ------ | ------ | ------ | ------ | ------ | ------ | ------ |
| 中壢區 | 永福里 | 忠福里 | 興福里 | 幸福里 | 新街里 | 中壢里 | 普義里 | 中央里 | 石頭里 | 永興里 | 中榮里 | 舊明里 |
| 中壢區 | 中建里 | 興南里 | 新明里 | 永光里 | 光明里 | 興國里 | 興平里 | 興和里 | 水尾里 | 金華里 |        |        |
| 內壢區 | 內定里 | 文化里 | 復興里 | 興華里 | 復華里 | 忠義里 | 仁義里 | 德義里 | 和平里 | 中原里 | 忠孝里 | 成功里 |
| 內壢區 | 內壢里 | 福德里 | 興仁里 | 自強里 | 自治里 | 莊敬里 | 自立里 | 自信里 | 中正里 | 中山里 | 中興里 | 篤行里 |
| 龍岡區 | 普忠里 | 普仁里 | 普強里 | 信義里 | 正義里 | 普慶里 | 仁愛里 | 仁德里 | 仁和里 | 仁祥里 | 仁美里 | 仁福里 |
| 龍岡區 | 華愛里 | 華勛里 | 中堅里 | 後寮里 | 至善里 | 龍慈里 | 龍昌里 | 龍東里 | 龍平里 | 龍安里 | 龍岡里 | 龍興里 |
| 龍岡區 | 龍德里 | 振興里 | 新興里 | 林森里 | 東興里 | 健行里 | 明德里 |        |        |        |        |        |
| 大崙區 | 青埔里 | 洽溪里 | 青溪里 | 芝芭里 | 月眉里 | 山東里 | 過嶺里 | 內厝里 | 三民里 | 五權里 | 五福里 |        |

| 中壢區行政區劃 |
|                |

依桃園市里鄰編組及區域調整自治條例第3條規定，都會區達3,500戶之里，得予劃分數里。2023年2月底青埔里達5,182戶、過嶺里達4,410戶，將由中壢區公所評估並擬定里劃分調整計畫後，於2024下半年函報市政府審核，再送桃園市議會審議通過後，於下屆里長選舉前1年(2025年)12月25日前公告，並於下屆里長選舉當年(2026年)上半年實施。

## 警政消防治安

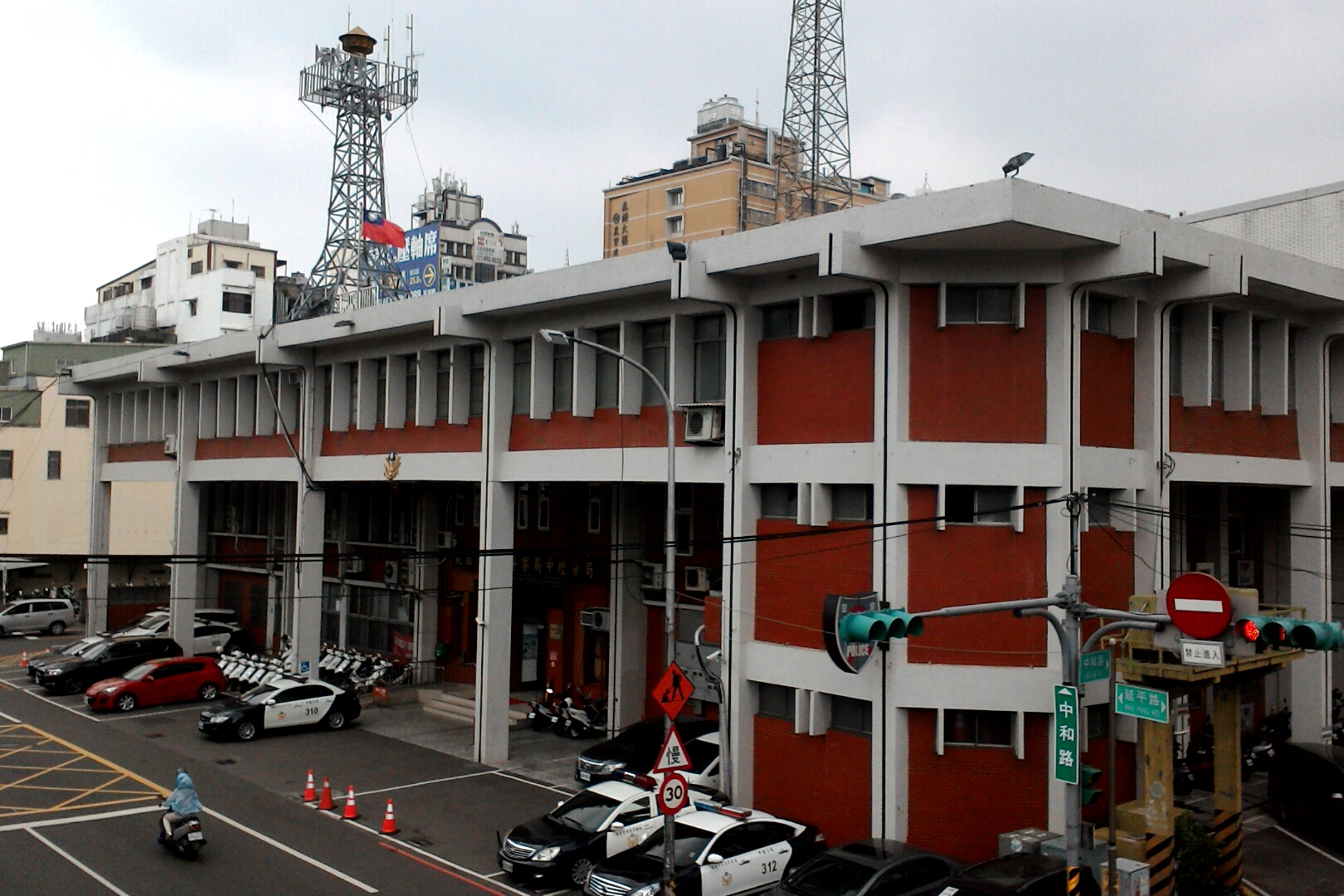
桃園市政府警察局中壢分局

- 桃園市政府警察局中壢分局 （页面存档备份，存于）-(03)422-1460
  - 中壢派出所
  - 興國派出所
  - 普仁派出所
  - 龍興派出所
  - 文化派出所
  - 中福派出所
  - 內壢派出所
  - 仁愛派出所
  - 大崙派出所
  - 自強派出所
  - 青埔派出所

- 桃園市政府消防局第二大隊
  - 第二大隊部
  - 中壢分隊
  - 興國分隊
  - 內壢分隊
  - 龍岡分隊
  - 華勛分隊
  - 青埔分隊
  - 過嶺分隊規劃案：規劃於雙嶺段1330地號的停車場用地成立。[43]
- 第二搜救救助分隊部

## 經濟

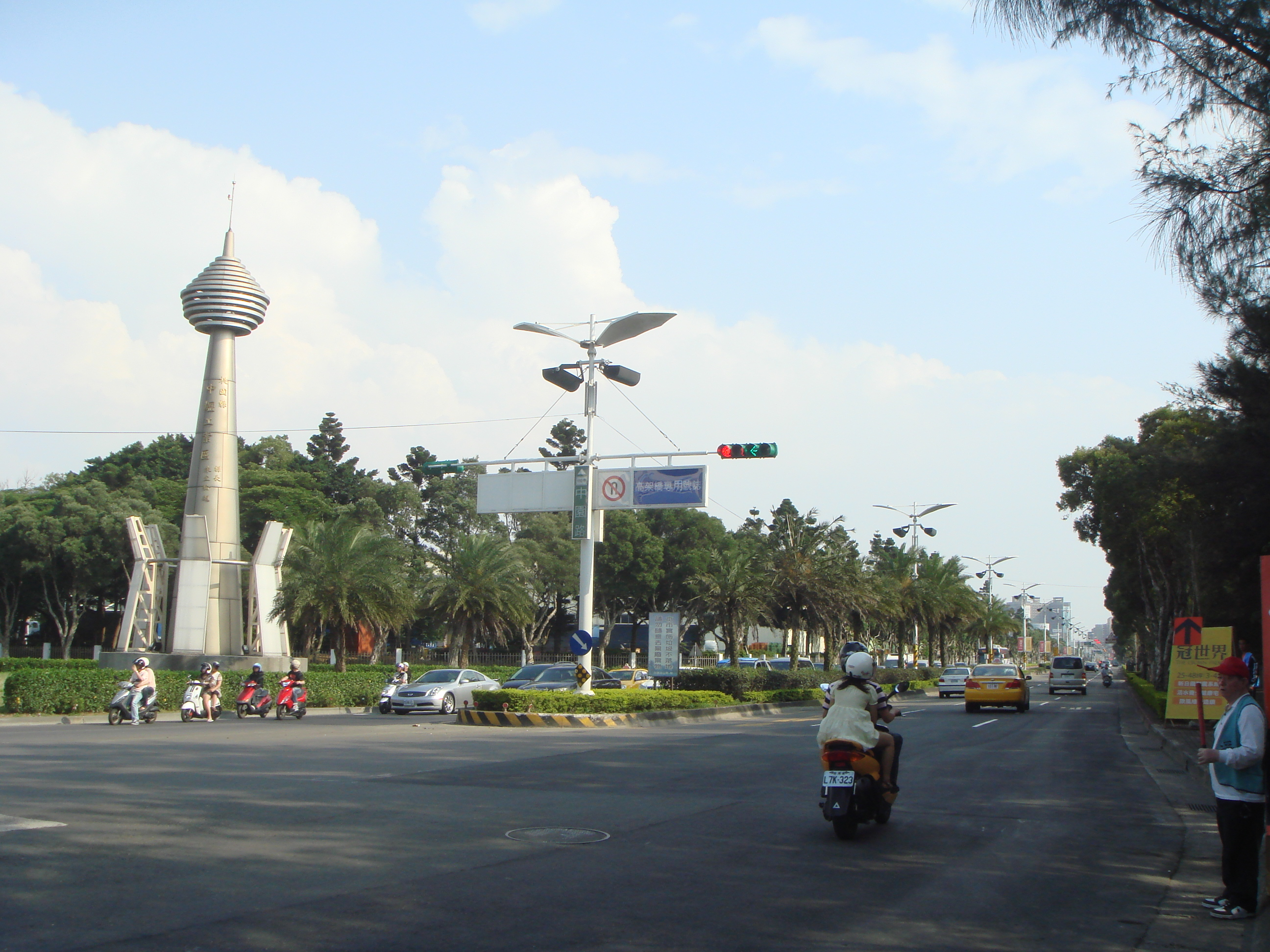
中壢工業區入口形象及中園路共桿號誌

中壢區早年即為鄰近地區的經濟中心，西元1949年起因為大量來自中國大陸的軍隊及眷村入駐龍岡地區、石門水庫的興建，及多所大學的設立，帶動第一波繁榮。1970年代則因中壢工業區的建立，使中壢區邁入快速成長期，吸引大量外移人口，成為北臺灣最重要的工商都市之一。

### 中壢三寶
- 花生酥糖

酥糖之所以成為中壢之寶，其說有二， 一 、為日治大正時期，當時的皇太子裕仁（後來的昭和天皇）巡視台灣時，湯東海先生以其所製之酥糖，貢獻為新竹州之土產，後來更遠赴日本參加菓子博覽會得特優獎而大大出名。二、是在日治時期的昭和四年時（西元一九二九年），一對范姓夫婦在雲林購回土豆後，製成一塊塊的花生糖，再拿到現今的第一市場去賣。後來在名聲遠播下，酥糖的店如雨後春筍般出現，中壢酥糖的美味已是毋庸置疑。
- 牛肉麵

中壢在早期可說是北部地區最大的禽畜市場的集中地，製作肉類商品的手藝也愈精良，尤其是路邊攤所賣的牛雜最為物美價廉，受到消費者一致的喜愛。但現在想要在中壢吃牛雜已不是在路邊攤，而是在一家家飄散著香氣的牛肉麵館裡。這些牛肉麵館在中壢四處林立，各家均有特殊口味，不但有外省四川辣味作法，還有客家清淡風味。
- 鐮刀

中壢早自清乾隆時期就有打鐵業的生產，而由於製造業者都集中在新街，也就是現在的延平路一帶，所以這條街又被稱為「鐮刀街」，專門生產鐮刀。後來由於品質優良，至道光年間中壢鐮刀業即已名揚全省，全盛時更有高達一百八十六家的業者聚集在此，其中尤以劉世醮、劉阿溪及黃明和三人打造的農耕鐮刀最有名，當時這三人所創的鐮刀還曾遠銷日本。

## 教育

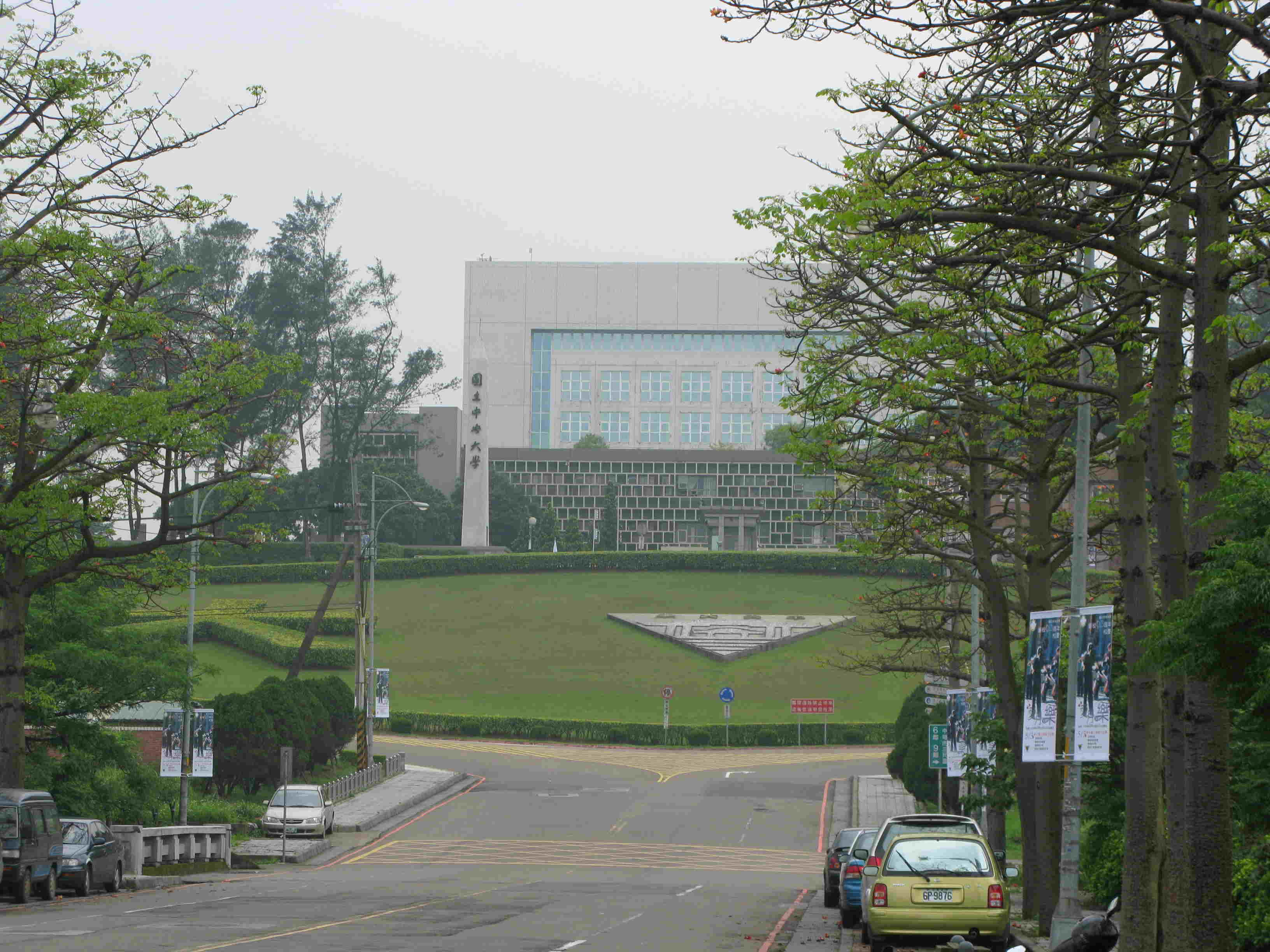
國立中央大學

1950年代起即陸續設立多所大專院校，已設立5所大學、1所學院、1所軍事學校。高中部分，全區共設立4所公立高中、2所私立高中。國中小部分共33所。

### 大專院校
- 國立中央大學
- 中原大學
- 元智大學
- 健行科技大學
- 萬能科技大學
- 南亞技術學院
- 國立空中大學桃園學習指導中心
- 國立陽明交通大學桃園青埔全球校區

### 軍事院校
- 陸軍專科學校

### 高級中等學校
- 國立中央大學附屬中壢高級中學
- 桃園市立內壢高級中等學校
- 桃園市立中壢商業高級中等學校
- 桃園市立中壢家事商業高級中等學校
- 桃園市私立啟英高級中學

### 國民中學
- 桃園市立新明國民中學
- 桃園市立大崙國民中學
- 桃園市立內壢國民中學
- 桃園市立龍岡國民中學
- 桃園市立興南國民中學
- 桃園市立自強國民中學
- 桃園市立東興國民中學
- 桃園市立龍興國民中學
- 桃園市立過嶺國民中學
- 桃園市立青埔國民中學
- 桃園市私立有得雙語中小學（國中部）

### 國民小學
- 桃園市中壢區中壢國民小學
- 桃園市中壢區新街國民小學
- 桃園市中壢區新明國民小學
- 桃園市中壢區青埔國民小學
- 桃園市中壢區芭里國民小學
- 桃園市中壢區大崙國民小學
- 桃園市中壢區內壢國民小學
- 桃園市中壢區內定國民小學
- 桃園市中壢區山東國民小學
- 桃園市中壢區普仁國民小學
- 桃園市中壢區中平國民小學
- 桃園市中壢區龍岡國民小學
- 桃園市中壢區自立國民小學
- 桃園市中壢區中正國民小學
- 桃園市中壢區富台國民小學
- 桃園市中壢區信義國民小學
- 桃園市中壢區興國國民小學
- 桃園市中壢區華勛國民小學
- 桃園市中壢區林森國民小學
- 桃園市中壢區忠福國民小學
- 桃園市中壢區興仁國民小學
- 桃園市中壢區中原國民小學
- 桃園市中壢區元生國民小學
- 桃園市中壢區青園國民小學（第一期預計112年竣工）[44]
- 桃園市中壢區過嶺國民小學（112年成立籌備處）
- 桃園市私立有得雙語中小學（國小部）

## 醫療機構
- 台北醫學大學新國民醫院（地區醫院）
- 天晟醫院
- 天祥醫院
- 中美醫院
- 長榮醫院
- 中壢祐民醫院
- 華揚醫院

## 交通

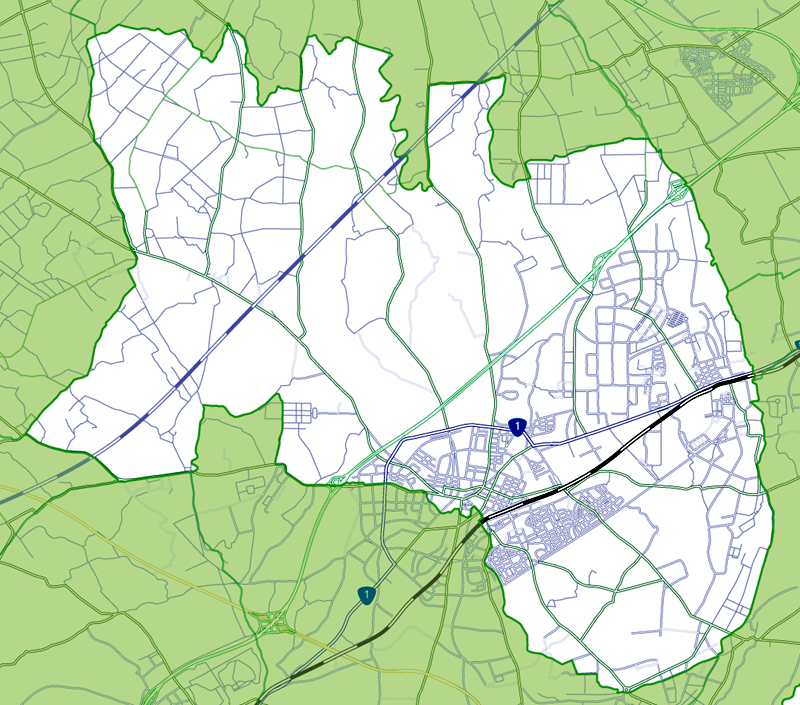
中壢區交通路網

中壢區是桃園市公路交通中心，除了多條公路自區中心分出至周遭行政區外，中山高速公路也設有內壢及中壢2處交流道；軌道運輸部分包含台鐵中壢及內壢2座火車站，高鐵桃園站亦設於該區青埔；機場捷運台北至中壢環北站路段，於2017年3月通車，並規劃延伸至中壢火車站，預定2028年完工。中壢區成為全國少數同時擁有三鐵（高鐵、台鐵、捷運）的行政區之一。

### 軌道運輸
台灣鐵路管理局
- 縱貫線：內壢車站 - 中壢車站

 台灣高速鐵路 　
- 台灣高鐵：高鐵桃園站

 桃園捷運

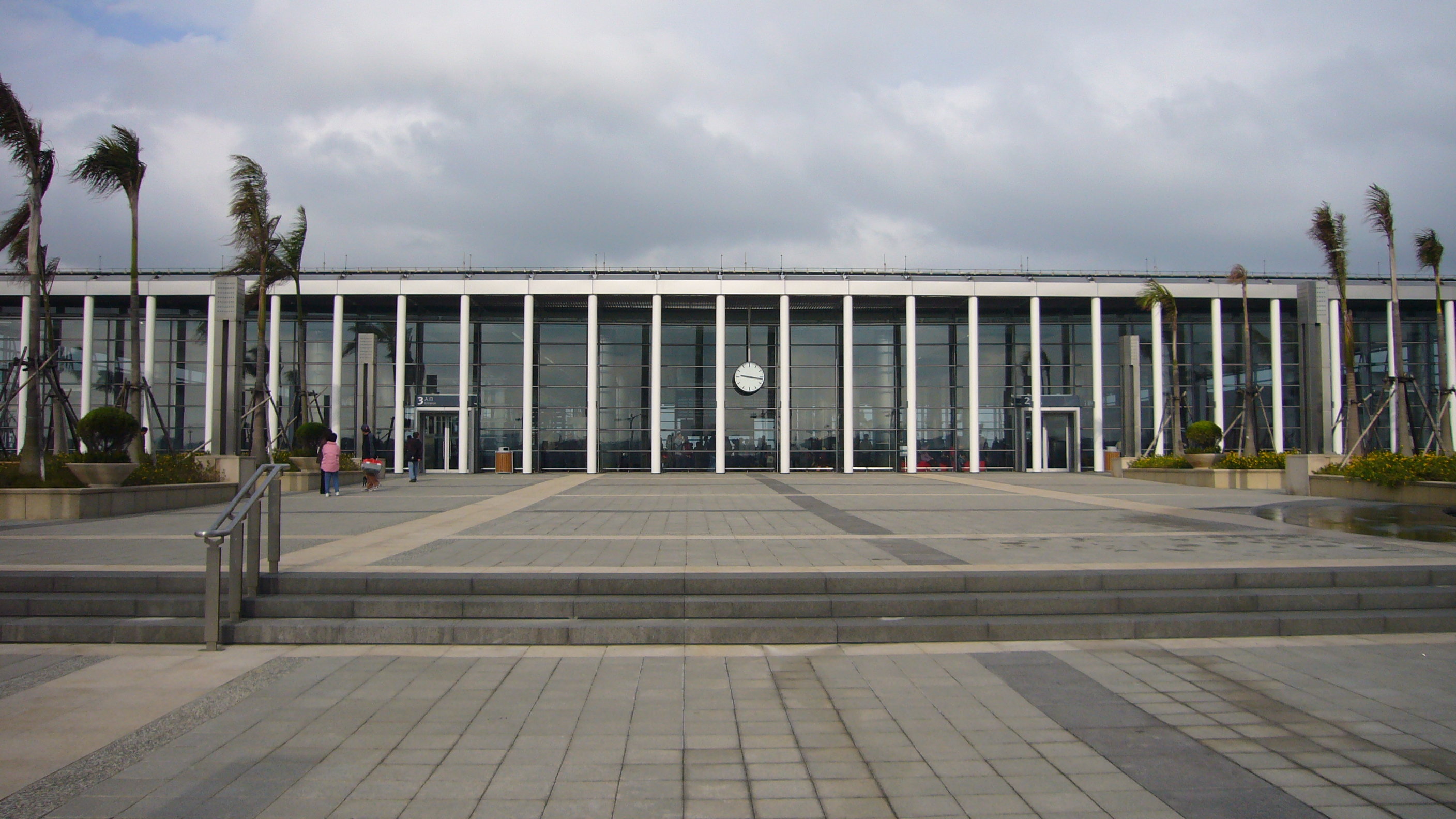
高鐵桃園站

- 機場線：高鐵桃園站 - 桃園體育園區站 - 興南站 - 環北站 - 老街溪站

### 公路
多條公路自區中心分出至周遭行政區，包括：
（順時針排序）
- 中華路、延平路：往內壢、桃園區、臺北。
- 新中北路：往八德大湳。
- 中山東路：往八德、鶯歌。
- 龍岡路：往大溪。
- 金陵路：往平鎮東勢、龍潭。
- 中原路、中豐路：往平鎮山仔頂、龍潭。
- 延平路：往楊梅、新竹。
- 民族路：往新屋、永安漁港。
- 中正路：往大崙、新坡、觀音。
- 民權路：往大園。
- 中豐北路：往青埔高鐵桃園站。
- 新生路：往大園。
- 中園路：往大園。

#### 市道
- 市道110甲號：中園路、中華路二段（與臺1線共線）、延平路
- 市道112號：中正路、志廣路、環西路與平鎮區環南路（與臺1線共線）、環中東路二段、龍岡路
- 市道113號：領航北路、中豐北路、中豐路
- 市道113丙號：新生路
- 市道114號：民族路、明德路、中山路、中山東路

#### 省道
- 臺1線：環西路、環北路、延平路、中華路
- 臺31線（高鐵橋下桃園段道路）：領航南路、高鐵南路

#### 國道
中山高速公路
- 57 內壢內壢交流道：臨近中園路，主要服務範圍包括內壢、中壢工業區、市區北側。
- 60 中豐中豐交流道（興建中, 預計2025年底完工）：臨中豐北路，位於五楊高架中壢轉接道，為平面路段，主要服務機場捷運環北站周邊及市區北側，尚未施工，預定2025年啟用。因緊鄰市中心，未來興建完成將成為最便捷的交流道。
- 62 中壢中壢交流道：臨近民族路，主要服務市區南側及西區。

### 公車客運

#### 免費公車
- 桃園市樂活巴免費公車
  - 中壢區：於2011年9月15日開通，以中壢區公所為中心，繞行公車資源較缺乏的地區。
    - L201、L202 外環線（紅、藍）→229外環紅線；230外環藍線
    - L203、L205 內壢龍岡線（綠、棕）→231、231A龍岡綠線；232、232A龍岡棕線
    - L206、L207 大崙線（橘、紫）
    - L208 內環線（黃）
    - L209 內定青埔線（灰）

  - 平鎮區：於2012年3月通車，以平鎮區公所為中心，所有路線均經過中壢後火車站。
    - L210、L211 東勢線（紅、藍）
    - L212、L213 山仔頂線（紅、藍）→233山仔頂紅線；235山仔頂藍線
    - L215、L216 平南線（紅、藍）
    - L217、L218 高連線（紅、藍）

  - 新屋區
    - L605高鐵線（新屋區公所⇔高鐵桃園站），行駛高鐵南路、民族路六段
    - L605A高鐵線（新屋區公所⇔高鐵桃園站）（延駛長庚醫院）

#### 公路客運
區域公路客運路線遍及桃園市、新竹縣市，由桃園客運、中壢客運、新竹客運、亞通客運經營。

#### 市區公車
主要由桃園客運及中壢客運等2家公司經營，以台鐵中壢車站為中心，路線遍及中壢區及周圍市轄區。
- 桃園客運：中壢總站設於中和路，公車總站設於中正路，南站設於新興路。
  - 110：中壢－文化路
  - 111：中壢－南勢
  - 112南：中壢－陸軍專科學校
  - 115：中壢－平東路
  - 116：中壢－自立新村
  - 118：中壢－中壢高中
  - 119：中壢－壢新醫院
  - 120：A21捷運環北站－太子鎮
  - 132：中壢－中央大學
  - 135：中壢－內壢高中
  - 155：中壢－元智大學(經篤行五村)
  - 156：中壢－元智大學
  - 169：中壢－華勛社區
  - 171：中壢－高鐵桃園站
  - 1甲：中壢－桃園
  - 1路：中壢－桃園
  - 301：楊梅－中壢－龜山
  - 301A：楊梅－中壢－龜山－壽山高中
  - 5006：中壢－長安路
  - 5008：中壢－桃園(經龍岡)
  - 5010：中壢－桃園(經仁美八德)
  - 5011：中壢－桃園(經竹巷)
  - 5017：中壢－竹圍
  - 5025：中壢－新屋(經藍埔)
  - 5026：中壢－新坡(經富源)
  - 5027：中壢－後湖
  - 5030：中壢－下水湖
  - 5031：中壢－福興宮
  - 5032：中壢－觀音(經石磊)
  - 5033：中壢－觀音(經保生)
  - 5035：中壢－新屋(經過嶺)
  - 5038：中壢－東福園
  - 5039：中壢－中壢(經永安觀音)
  - 5041：中壢－觀音(經白玉)
  - 5042：中壢－觀音(經新坡)
  - 5043：中壢－樹林新村
  - 5050：中壢－石門水庫(經員樹林)
  - 5055：中壢－石門水庫(經山仔頂)
  - 5077：中壢－大園(經柴梳崙)
  - 5078：中壢－建國八村
  - 5081：中壢－大園(經下洽溪)
  - 5082：中壢－大園(經雙溪口)
  - 5087：中壢－大園(經青埔)
  - 5089：中壢－桃園機場(經大園)
  - 5091：中壢－上巴陵
  - 5098：中壢－大溪(經官路缺)
  - 5112：中壢－大溪(經八德)
  - 5118：中壢－下內定
  - 601：內壢－捷運迴龍站〈與中壢客運聯營〉
  - 711：中壢－林口長庚
- 中壢客運：總站設於建國路，部分月臺出租中興巴士、國光客運等使用。
  - 1路：中壢－桃園
  - 112北：中壢－忠貞
  - 120：A21捷運環北站－太子鎮
  - 122：中壢－鄉界
  - 126：中壢－忠愛莊
  - 133：中壢－中央大學
  - 167：中壢－華勛－篤行六村
  - 170：中壢－青埔－高鐵站
  - 172：中壢－中央大學－高鐵站
  - 701：龍潭－中壢－林口長庚
- 亞通客運
  - 216：八德擴大重劃區－中央大學
  - 5616：中壢－龍潭
  - 5617：中壢－龍潭－關西
  - 5623：中壢－楊梅
  - 5624：中壢－楊梅－湖口
  - 5634：中壢－龍潭－關西－竹東
  - 5644：中壢－頂好社區
  - 5645：中壢－東勢－黃泥塘
  - 5646：中壢－東勢－隘寮頂
  - 5651：中壢－埔心－北高榮
  - 5653：中壢－龍潭－小人國－六福村
  - 5654：中壢－埔心－楊梅－新屋
  - 5671：中壢－龍潭－黃泥塘－804醫院
  - 5672：中壢－東勢－黃泥塘－804醫院
  - 5674：中壢－東勢－金雞湖
  - 5675：楊梅－中壢－新莊
  - 703：中壢－竹圍
- 統聯客運
  - 208：捷運高鐵桃園站－內壢－八德
  - 208A：捷運高鐵桃園站－八德
  - 208B：捷運桃園體育園區站－內壢－八德

#### 觀光巴士
- 501：台灣好行慈湖線
- 503：台灣好行親子樂園線
- 505：濱海觀光線

#### 國道客運
- 國光客運
  - 1818中壢－臺北
  - 1818A中原大學－臺北
  - 1803中壢－基隆
  - 1862中壢－高雄
  - 1863中壢－臺中
- 中興巴士
  - 2022中壢－士林
- 台聯客運、中壢客運、國光客運聯營
  - 9001中壢－臺北市府
- 統聯客運 
  - 中壢服務區：（1627中壢服務區－桃園機場、1610臺北－高雄、1611臺北－臺南、1613臺北－屏東、1628臺北－漚汪、1629臺北－苓子寮、1630臺北－西港、1631臺北－二水竹山、1632臺北－草屯竹山、1633.1635臺北－三條崙、1639臺北－臺西、1638臺北－－東石..等路線中途停靠中壢服務區）
  - 中壢站：（1628臺北－漚汪、1629臺北－苓子寮）
  - 717龍岡園環－捷運永寧站
- 臺北客運、桃園客運聯營
  - 9025中壢－松山機場
- 汎航通運
  - 2004中壢車站－林口長庚醫院
- 和欣客運
  - 7504板橋客運站－中壢站－臺中干城站
  - 7505板橋客運站－中壢站－臺南
  - 7509桃園機場－中壢站－彰化－員林轉運站

### 自行車租賃系統
桃園市公共自行車租賃系統至2019年2月，在中壢區設有76站：
- 中正公園（中美路）
- 中壢高中
- 銀河廣場
- 中壢區公所
- 翠堤橋
- 新明橋
- 中壢火車站（前站）
- 中壢國小
- 中央大學圖書館
- 中原大學
- 莒光公園
- 中正公園（元化路）
- 中壢區聯合辦公大樓
- 內壢復興公園
- 內壢自強公園
- 夢幻公園
- 元智大學
- 信義國小
- 中壢火車站（後站）
- 莊敬廣場
- 忠孝廣場
- 龍岡森林公園
- 忠福廣場
- 健行科技大學
- 內壢文化公園
- 啟英高中
- 萬能科技大學
- 五權公園
- 環中東永福路口
- 吉林路吉利六街口
- 中壢新興公園
- 桃園市立圖書館內壢分館
- 桃園市立圖書館龍岡分館
- 捷運高鐵桃園站(A18)
- 青埔國中
- 捷運桃園體育園區站(A19)
- 捷運環北站(A21)
- 領航公園
- 仁祥公園
- 中央大學依仁堂
- 甲蟲公園
- 中壢中央公園
- 篤行公園
- 黎明公園
- 興仁公園
- 自立新村（榮安一街）
- 龍和公園
- 紫雲宮
- 晉元路仁德一街口
- 常樂公園
- 華愛兒童公園
- 過嶺國中
- 金鋒太子
- 南亞技術學院
- 南方莊園
- 華勛公園
- 青塘園
- 大江購物中心
- 青松農場
- 龍岡大操場
- 龍岡園環
- 普忠路770巷口
- 青埔國小
- 公七公園
- 竹風青田
- 至善綠園
- 內厝社區活動中心
- 老街溪河川教育中心
- 中壢仁德公園
- 萬坪公園
- 龍興國中
- 龍慈龍和三街口
- 普忠榮民南路口
- 龍安集會所
- 功學社新村
- 龍岡停車場

### 未來

#### 鐵路、捷運
臺灣鐵路管理局
- 縱貫線：中原車站（細部規劃中）

 桃園捷運
- 機場線：中壢車站（興建中）
- 綠線中壢延伸段（規劃中）：中壢車站 – G26站 – G27站 – G28站 – G29站

## 公共設施

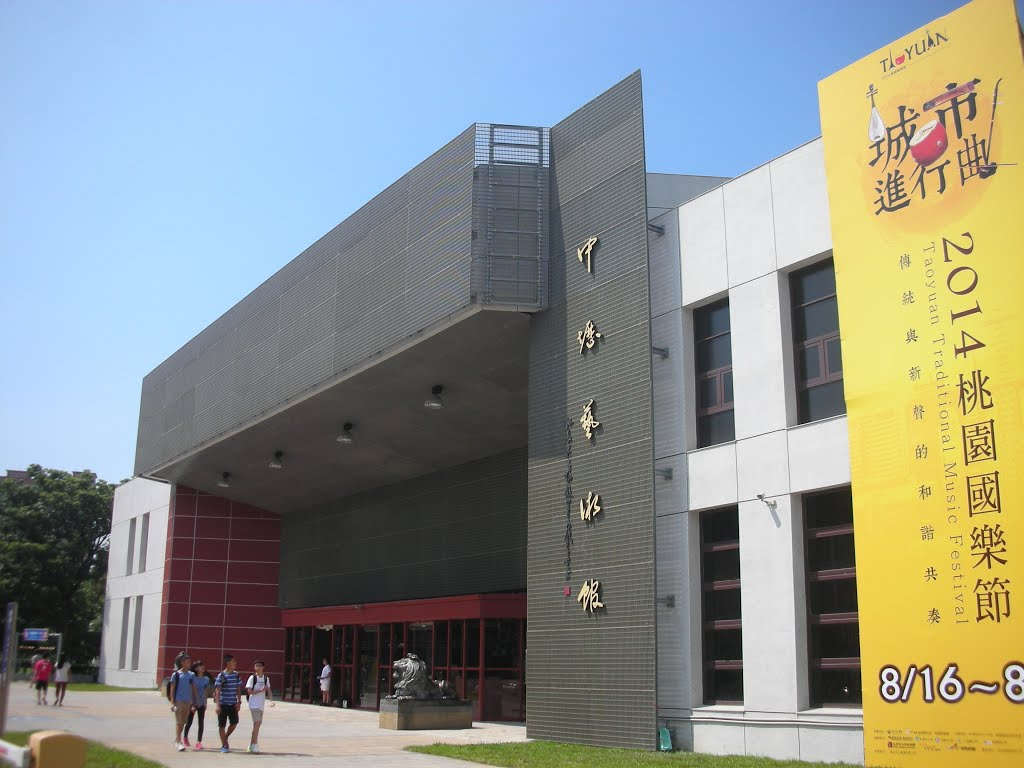
中壢藝術館

| | |
| - 中壢藝術館 - 中壢區社福館演藝廳 - 中壢區婦幼館兒童劇場 - 中央大學藝文中心 - 中央大學107藝術電影院 - 桃園光影電影館 - 中原大學中正樓 - 中原大學音樂廳 - 中原大學演藝廳 - 元智大學演藝廳 - 憶聲文物館 - 老街溪河川教育中心 - 澗仔壢環境教育中心 - 桃園市立美術館，地點為中壢區青埔青塘園旁的公十三用地。 - 馬祖新村文創基地 - 桃園市立圖書館 - 中壢分館 - 中壢分館中華溫書室 - 內壢分館 - 龍岡分館 - 自強分館 - 青埔分館籌備處 - 李輝義紀念圖書館 - 桃園體育園區 - 樂天桃園棒球場 - 青埔運動公園 - 桃園市立網球場 - 桃園市立慢速壘球場 - 桃園市焚化廠回饋設施活動中心 - 中壢多功能體育園區（已審議通過） - 中壢國民運動中心 - 中大國民運動中心 - 龍岡國民運動中心（預計2025年完工） | - 中壢社福館 - 內壢社福館 - 中壢區松鶴會館 - 桃園市南區老人文康活動中心 目前中壢區擁有公園與綠地約116處，分布於市區、後站、內壢、龍岡、過嶺、高鐵特定區等地，提供市民休閒遊憩的空間。 - 大型公園 - 中正公園 - 光明公園（含光明里福德宮） - 青塘園 - 老街溪中央公園 - 龍岡森林公園 - 龍岡萬坪公園 - 文化公園 - 莒光公園 - 興仁親子公園 - 青埔十號公園 - 中壢藝術園區（含永福福德宮） - 過嶺森林公園 - 新街溪河濱步道（溪州段、忠福段） - 老街溪水岸步道（市區段、高鐵特區段） - 高鐵站前廣場 - 莊敬廣場 - 忠孝廣場 - 忠福廣場 - 仁海宮廣場 - 市民幸福廣場 - 銀河廣場 |

## 觀光旅遊

### 文化資產
- 燃藜第紅樓
- 新街聖蹟亭
- 新街國小日式宿舍
- 中平路縣府日式宿舍（中平路故事館）
- 中壢警察局日式宿舍群（壢景町）
- 馬祖新村
- 吳鴻森故宅（前中壢醫院）
- 義士堂

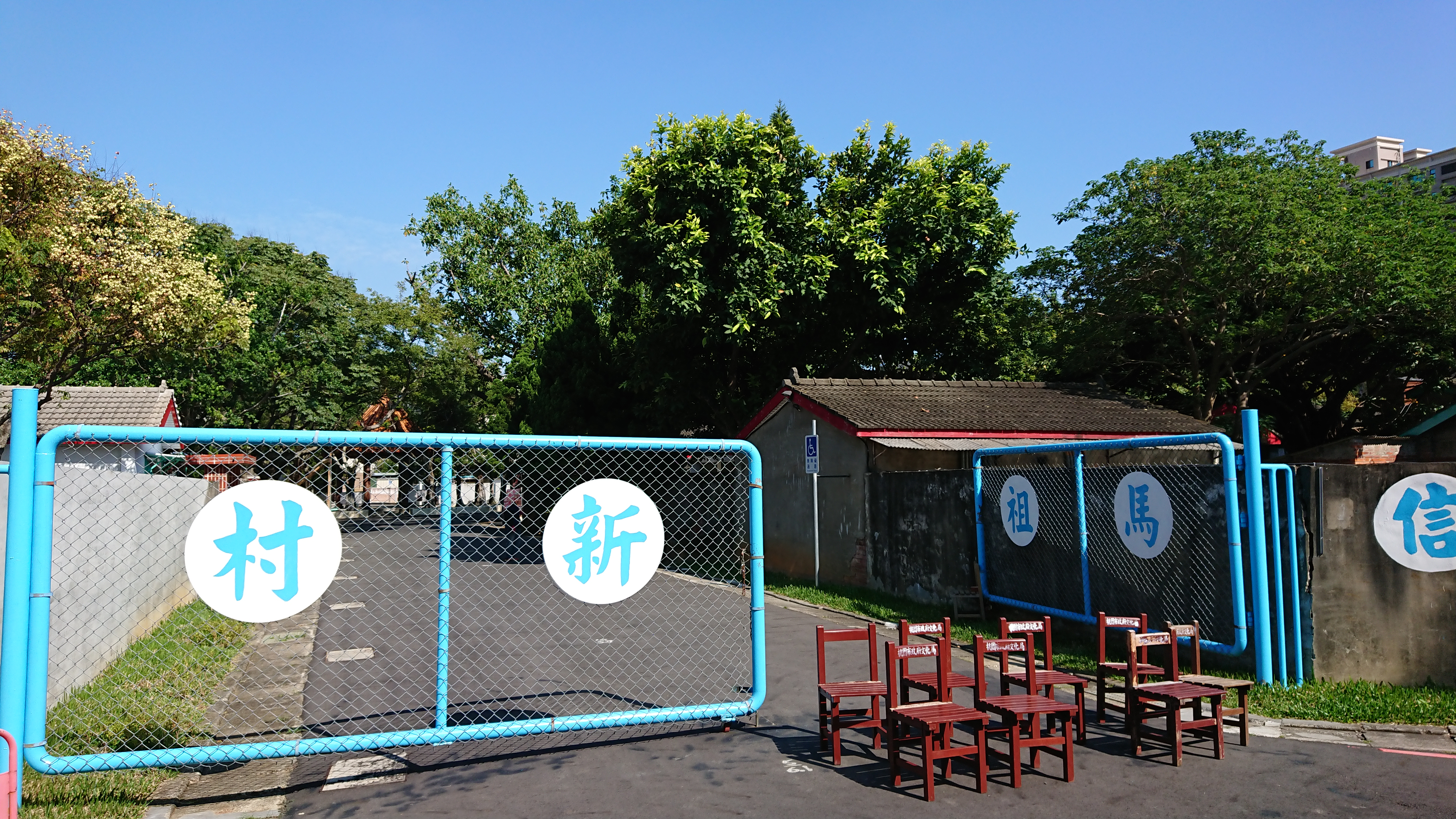
馬祖新村文創園區

- 桃園廳中壢支廳及中壢公學校之公務員日式宿舍群（壢小故事森林）

### 重要廟宇

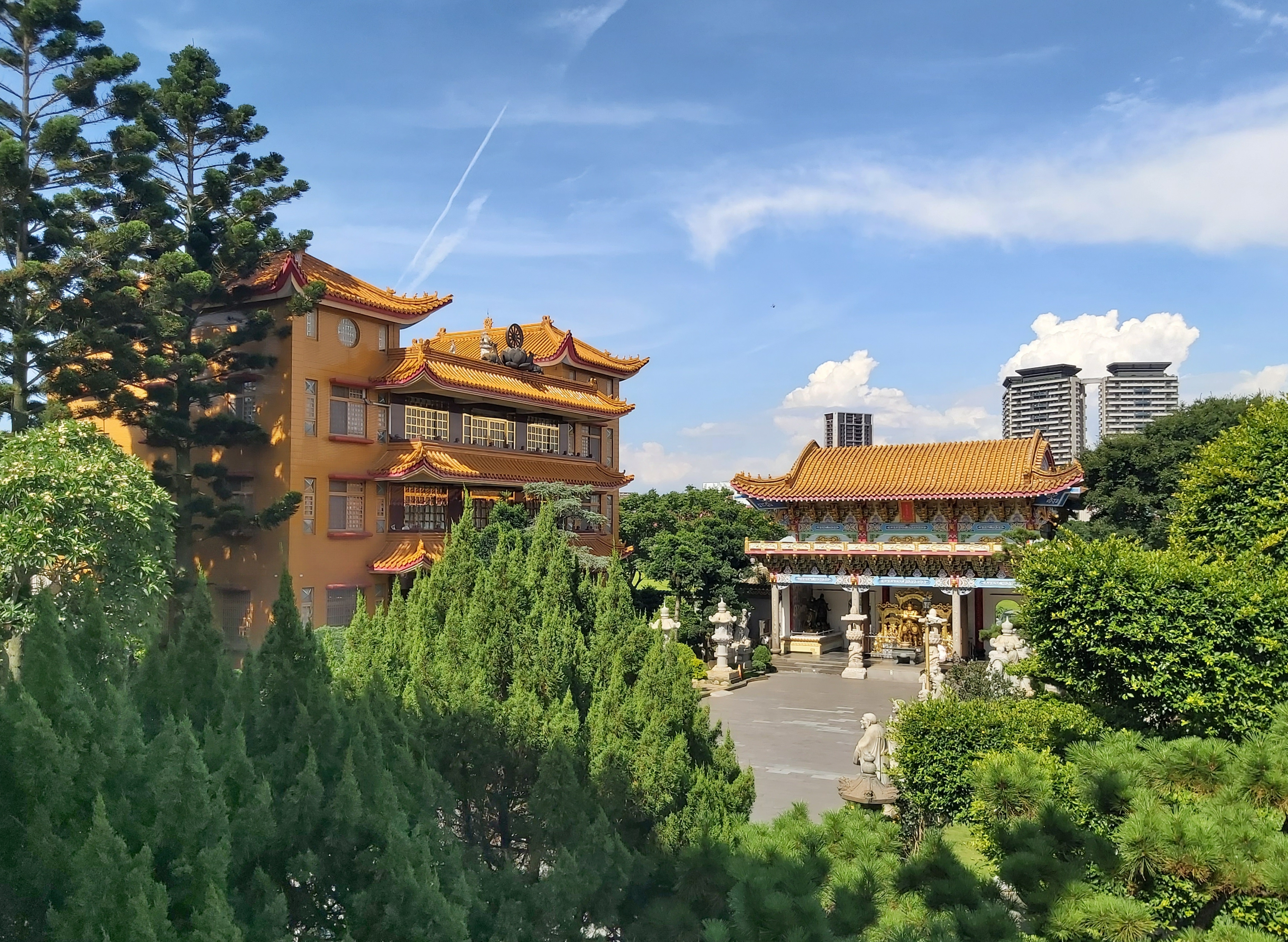
圓光禪寺

- 中壢新街仁海宮
- 中壢三教紫雲宮
- 青埔青昇宮
- 中壢慈惠堂
- 中壢玄天宮大悲殿
- 中壢慈雲普渡宮
- 中壢玉尊宮(天公廟)
- 中壢興元宮三官天帝廟
- 中壢聖天宮
- 中壢朝明宮
- 龍岡津沙將軍廟
- 芝芭里啟文宮
- 芝芭里五福宮
- 中壢天德宮
- 大崙崇德宮
- 大崙龍天宮
- 洽溪三聖宮
- 內壢保安宮
- 內壢福海宮
- 內壢忠義宮
- 內壢紫竹林觀音寺
- 興國慈惠堂
- 無極玄光慈姥總宮
- 代天巡狩龍池宮(池府千歲)
- 中壢太安宮天上聖母(黑面三媽)
- 中壢大雲合聖宮
- 華勛慈護宮
- 福安宮(五府千歲)
- 武安宮五路財神

- 圓光禪寺
- 廣天寺
- 慈善寺
- 祥光寺
- 永平禪寺
- 大雲碧仙寺

### 商圈
- 中壢站前商圈(中壢老街)

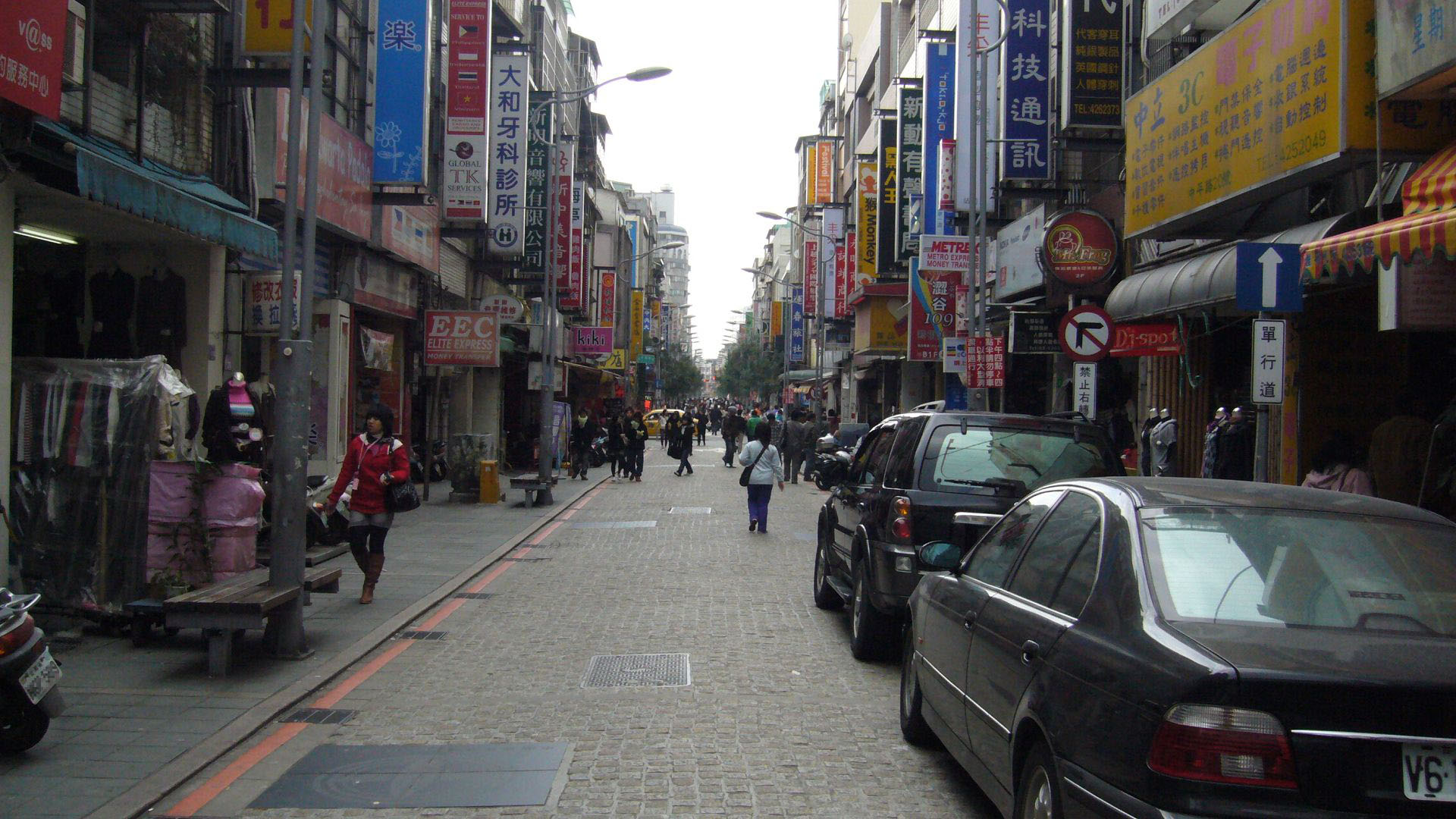
中平路行人徒步區

站前商圈範圍包含中正路、中平路、中山路、元化路、延平路、中央東西路、新生路等，位於中壢火車站前，為中壢區及南桃園地區交通轉乘中心，各大客運車站均在周邊，飯店、書店、運動商品店、銀行、速食店等林立，中壢最早的市街中壢老街亦在本商圈範圍內。中平路位於中正路與中山路兩大交通要道間，原本逐漸沒落，2006年因中壢市公所積極進行景觀改造、設置徒步區，並於假日封街，形成市中心以服飾為主題的新商圈，以吸引年輕族群，一度成為在地指標商圈。但也因市場擴張發展遷移，傳統市場人流轉移。徒步區曾因為有住戶認為路權被侵犯而提起訴訟，台北高等行政法院於2015年二月判決撤銷徒步區，依據最高行政法院的判決，認為舊縣府程序不完備，且欠缺交通資訊審查。2015年市府重新公告設置徒步區，完成法定程序。2018年因車阻被偷已一年，常有汽機車闖入，甚至違規停車，造成行人不便。近年因商圈轉移、大型購物中心興起、網路購物盛行等因素，站前商圈人潮不再，店面空置率較高，招租啟事甚多。
- 六和商圈(中壢新街)

又稱海華商圈、SOGO商圈，以SOGO百貨及威尼斯影城為中心，中壢早期市區中壢新街在本商圈範圍內，街廓整齊，周邊精品服飾店、咖啡店、特色餐廳、金融機關林立，中壢區行政中心也位於此區，為新興的商業精華區，也是人潮主要聚集地。
- 中原大學商圈

主要範圍包括實踐路、日新路、中北路及新中北路等地，由於附近包括中原大學、元智大學、健行科技大學及南亞技術學院等，形成以學生為消費主力的商圈，美食、服飾、電子等商店林立，附近尚有中源大戲院（已歇業），及大潤發中壢店、家樂福中壢店等大型商場。出租套房林立，亦吸引一般上班族來此居住、消費，如今已發展成中壢區主要商圈之一。
- 大同商圈

大同商圈在中壢區前站地區，過去是著名的家具街，範圍涵蓋大同路、廣安街，中壢市公所於2012年4月改造成行人徒步區、景觀植栽有31棵光臘樹、改建22盞景觀路燈、建置5處入口意象標誌、景觀噴水池1座、客家桐花造型的點綴，讓老商圈展現新風貌，惟人潮仍未能重現。
- 內壢商圈

位於內壢火車站前後站周邊，前站以忠孝路及中華路最為熱鬧，不乏各式餐廳、服飾精品、金融機關、家樂福及宜得利家居等大型商場；後站則以興仁路、榮民路延伸至環中東路，有眾多商店、餐廳、金融機關在此開設，成為內壢居民及附近元智大學學生主要生活消費商圈。未來附近會有遠東國際會議中心（興建中）。
- 忠貞商圈

位於中壢後站地區、中壢與平鎮交界處，範圍以龍東路沿線延伸到忠貞市場，商家攤販林立，當地是雲南、泰國傳統美食匯集地，來此地採買及觀光人潮眾多，為桃園地區知名的景點。
- 健行商圈

位於中壢後站地區，主要範圍為健行科技大學周邊、健行路、龍岡路二段，周邊小吃店、商店、餐廳、銀行林立，提供學生族群及後站居民消費環境。
- 青埔高鐵商圈

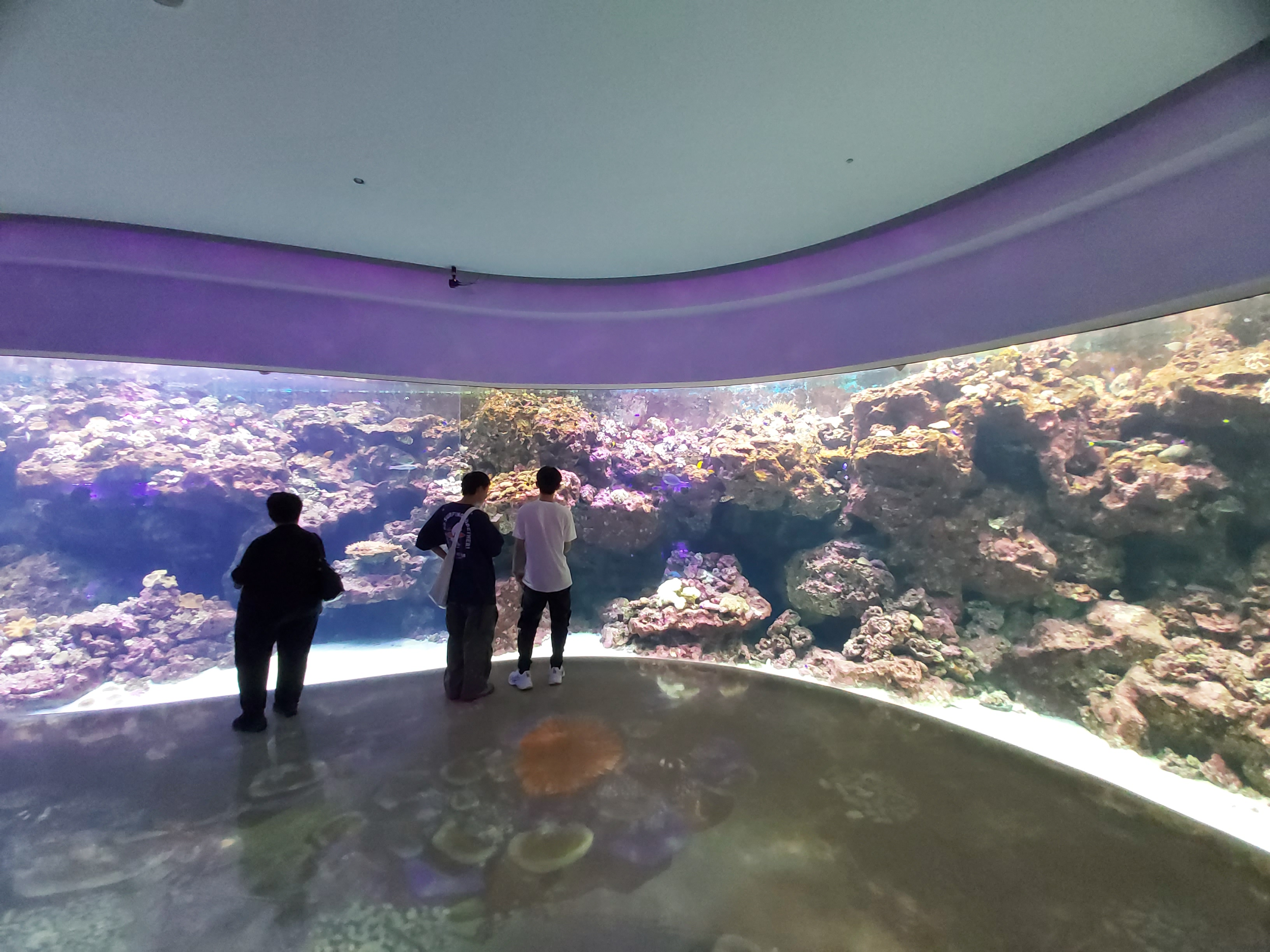
Xpark水族館

以高鐵桃園站為核心，附近有華泰名品城、置地廣場桃園（新光影城、Xpark水族館、COZZI和逸飯店）、IKEA宜家家居、樂天桃園棒球場、Global Mall 桃園A19、桃園陽光劇場、橫山書法藝術館、桃園會展中心（興建中）、桃園市立美術館（興建中）等。

### 百貨商場
| 場所                         | 位置                 | 類型                     |
| ---------------------------- | -------------------- | ------------------------ |
| 大江購物中心（誠品書局）     | 中園路二段501號      | 大型購物中心             |
| 華泰名品城                   | 春德路189號          | 大型暢貨購物中心         |
| Global Mall 桃園A19          | 高鐵南路二段352號    | 中型購物中心             |
| 遠東SOGO百貨中壢店           | 元化路357號          | 百貨公司                 |
| 家樂福內壢店（迪卡儂）       | 中華路一段450號      | 零售量販店／社區購物中心 |
| 家樂福中壢店                 | 中山東路二段510號    | 零售量販店／社區購物中心 |
| 家樂福中原店（極限健身中心） | 中華路二段501號      | 零售量販店／社區購物中心 |
| 家樂福青埔店                 | 高鐵南路二段352號2樓 | 零售量販店               |
| 大潤發中壢店                 | 中北路二段468號      | 零售量販店／社區購物中心 |
| 好市多中壢店                 | 民族路六段508號      | 批發倉儲量販店           |
| 宜得利家居中壢店             | 中華路一段480號      | 大型家居店               |
| IKEA宜家家居桃園店           | 高鐵站前東路一段1號  | 大型家居店               |

### 夜市
- 中壢觀光夜市
- 中原夜市

### 飲食文化
由於多元族群人口之注入，中壢的飲食文化也極具多元性，牛肉麵、客家菜包、滇緬泰料理等已成為中壢飲食特色，再加上中壢擁有多所大專院校，各校園美食及夜市小吃更豐富了中壢的飲食文化。

### 影城、電影院

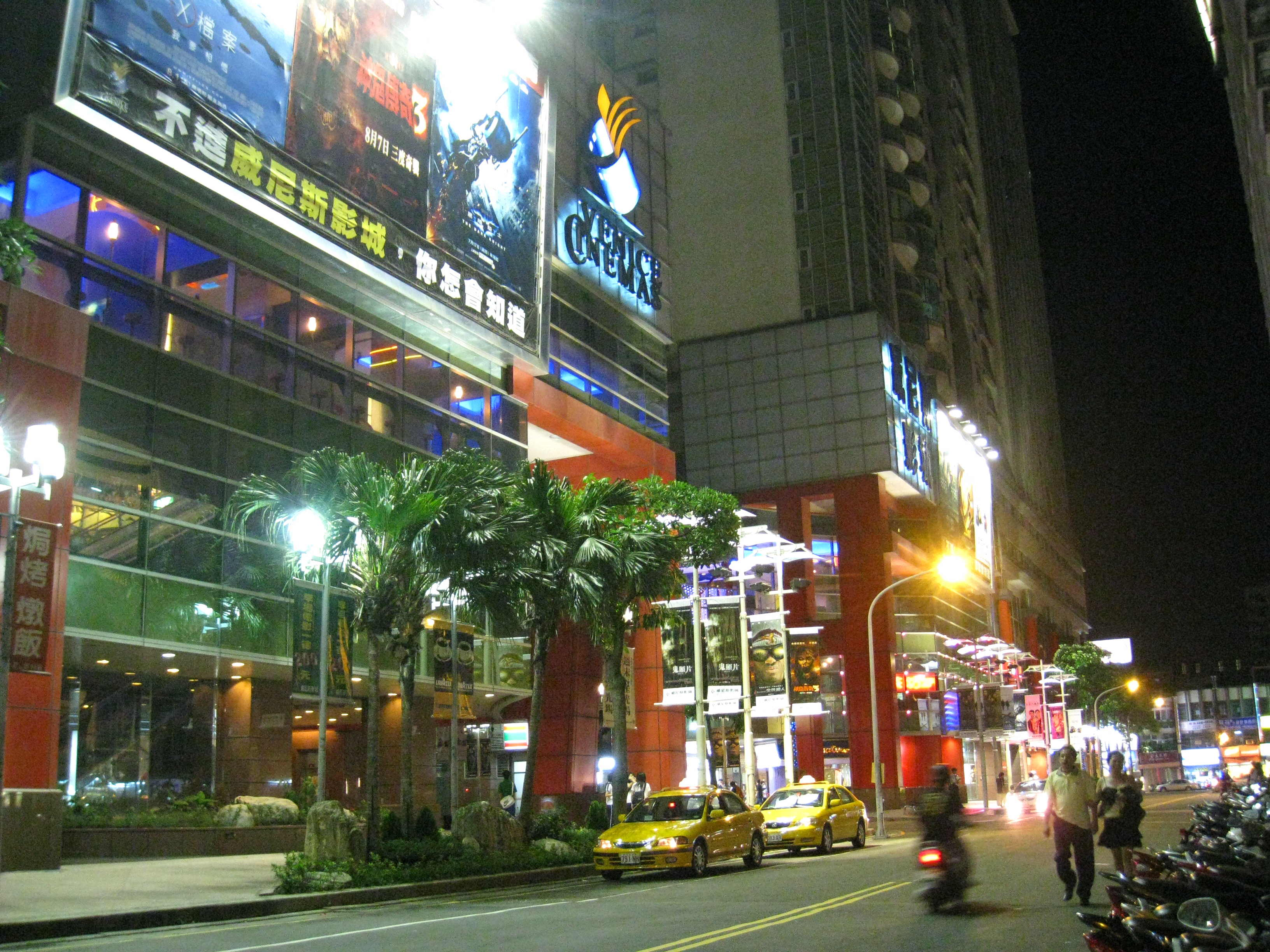
中壢威尼斯影城

| 名稱            | 位置                 | 規模         | 類型 |
| --------------- | -------------------- | ------------ | ---- |
| 威尼斯影城      | 九和一街48號3樓      | 放映廳數：10 | 首輪 |
| SBC星橋國際影城 | 中園路二段509號5樓   | 放映廳數：20 | 首輪 |
| 光影電影館      | 龍清街116巷31號      | 1影廳(免費)  | 藝文 |
| 新光影城        | 春德路107號3～5樓    | 放映廳數：12 | 首輪 |
| 喜樂時代影城    | 高鐵南路二段352號4樓 | 放映廳數：16 | 首輪 |

### 觀光工廠
| 名稱                   | 位置                |
| ---------------------- | ------------------- |
| 黑松飲料博物館         | 中園路178號         |
| 江記豆腐乳文化館       | 月眉路二段248巷85號 |
| 養樂多工廠             | 自強一路4號         |
| 金車咖啡文教館         | 榮民南路412號       |
| 棗之禮紅棗生活觀光工廠 | 內定二十街76巷35號  |

### 遊樂場所
- 大魯閣遊戲愛樂園：大潤發中壢店、家樂福中原店
- 夾子園中壢航母店
- 巧虎夢想樂園

## 國際交流

### 姊妹市
- 慶尚北道龜尾市
- 美国康乃狄克州恩菲爾德 (康乃狄克州)

## 相關

### 中壢小行星
2006年7月18日由中大鹿林天文台林宏欽與廣州中山大學葉泉志發現，當時暫時編號為2006 OZG5，這是鹿林巡天計畫（LUSS）的一部分；後經國際天文學聯合會（IAU/CSBN）軌道確認和命名通過，2010年9月23日正式名為「中壢」（Jungli）。中壢小行星位於火星和木星之間的小行星帶，距離太陽平均約為2.7242AU，近日點距離則約2.5245AU，離地球最近時約1.5億公里，軌道偏心率約為0.0733238。繞太陽一圈約4.5年。為了彰顯「中壢」在台灣特殊的象徵意義，中央大學特別將編號小行星210035命名為「Jungli」，讓「中壢」躍上國際。

## 外部連結
- 桃園市政府中壢區公所（繁體中文）
- 桃園市中壢區公所的Facebook專頁